# 岡山県交通安全協会
一般財団法人岡山県交通安全協会（いっぱんざいだんほうじんおかやまけんこうつうあんぜんきょうかい）は、岡山県内の地区交通安全協会を統括する交通安全協会。元岡山県知事所管。

## 概要
岡山県内の地区交通安全協会を統括する交通安全協会で、岡山県内での季節単位で開催する交通安全運動をはじめ、自動車・自動二輪車の運転免許更新の伝達・更新事務、申請書や収入証紙の委託販売業務、自転車などに貼る反射シールや車輪のスポークに貼る反射材などの交通安全グッズの頒布、交通安全功労者の表彰及び国や全国法人への表彰推薦などを事業としている。
また、運転技能向上のために直営の岡山自動車学校、倉敷自動車学校、笠岡自動車学校を運営している。

## 地区
- 岡山東交通安全協会
- 岡山西交通安全協会
- 岡山南交通安全協会
- 岡山北交通安全協会
- 西大寺交通安全協会
- 赤磐交通安全協会
- 備前交通安全協会
- 瀬戸内交通安全協会
- 玉野交通安全協会
- 児島交通安全協会
- 倉敷交通安全協会
- 水島交通安全協会
- 玉島交通安全協会
- 笠岡交通安全協会
- 井原交通安全協会
- 総社交通安全協会
- 高梁交通安全協会
- 新見交通安全協会
- 真庭交通安全協会
- 津山交通安全協会
- 美作交通安全協会
- 美咲交通安全協会

## 岡山自動車学校
岡山自動車学校（おかやまじどうしゃがっこう）は、岡山県岡山市中区円山にある自動車教習所。一般財団法人岡山県交通安全協会が運営している。
1938年7月20日、岡山県下唯一の自動車学校、岡山県自動車学校が開校。1940年頃、財団法人岡山県自動車学校に改称。1970年、岡山県公安委員会より指定を受けて指定自動車教習所となる。以来、約半世紀以上にわたって普通車、二輪車（普通二輪まで）の免許取得をサポートし続けている。また、岡山自動車教習所との区別のために岡山(円山)自動車学校とホームページでは表記している。

## 倉敷自動車学校
倉敷自動車学校（くらしきじどうしゃがっこう）は、岡山県倉敷市中庄にある自動車教習所。一般財団法人岡山県交通安全協会が運営している。
1963年7月24日、岡山県公安委員会より指定を受けて自動車教習所としてスタートする。以来、約半世紀にわたり、普通車・二輪車（車種は普通二輪まで）・大型車（現在の中型車。平成18年に車種区分新設に伴い教習中止）の免許取得をサポートし続けている。

## 笠岡自動車学校
笠岡自動車学校（かさおかじどうしゃがっこう）は、岡山県笠岡市十番町にある自動車教習所。一般財団法人岡山県交通安全協会が運営している。

### 取得できる免許
- 大型自動車
- 中型自動車
- 普通自動車
- 大型自動二輪車
- 普通自動二輪車

### 周辺
- 笠岡運動公園
- 笠岡市立図書館
- 笠岡市立竹喬美術館
- 笠岡市立中央小学校
- 笠岡市立富岡幼稚園